# 制覇 (オリジナルビデオ)
『制覇』は、2015年7月から2019年3月まで発売された小沢仁志主演の日本のオリジナルビデオシリーズ。全20巻。販売元はオールイン エンタテインメント。

## ストーリー
愛知県中日市を舞台に難波組系武田信八（小沢仁志）が全国制覇を目指す極道の物語。

## キャスト
- 三代目難波組新見組組長 新見重雄：深水三章（1・2）
- 三代目難波組新見組若頭 近藤興行組長→四代目難波組初代新道会会長→五代目難波組初代新道会会長 近藤真：白竜（1-8）
- 三代目難波組新見組若頭補佐 芹澤組組長→四代目難波組新道会顧問→五代目難波組新道会顧問→六代目難波組芹澤組組長 芹澤耕三：NECO（1-14）
- 三代目難波組新見組芹澤組若頭→三代目難波組新見組武田組組長→四代目難波組初代新道会若頭→五代目難波組初代新道会若頭→五代目難波組二代目新道会会長→六代目難波組若頭 武田信八：小沢仁志
- 三代目難波組新見組近藤興行若頭→四代目難波組新道会若頭補佐→五代目難波組新道会若頭補佐→六代目難波組芹澤組若頭 相馬孝二郎：千葉誠樹（1-15）
- 武田信八の舎弟→三代目難波組新見組武田組若頭→沖田卓也：水元秀二郎（1・2）
- 武田信八の舎弟→三代目難波組新見組武田組若頭補佐→四代目難波組新道会若頭補佐→五代目難波組新道会若頭補佐→六代目難波組芹澤組若頭補佐→松山 伊予組見習い→六代目難波組新道会伊予組 塚地一郎：SHU（1-15） / GDX aka SHU（16-20）
- 武田信八の舎弟→三代目難波組新見組武田組組員→裏新道会→五代目難波組新道会浜松支部若頭 塚地二郎（一郎の実弟）：宮崎貴久（1-8）
- 塚地丸恵（塚地兄弟の実母）：冨田じゅん（1-8）
- 真由美→塚地真由美：齋藤綾乃（1-8・15・16）
- 中日 成瀬組組長（→中日侠道結社） 牧野正道：川原英之（1）（※二役）
- 中日 成瀬組若頭 横山良治：舘昌美（1）
- 中日 成瀬組組員 岡部正春：石原和海（1）（※二役）
- 鉄砲玉（成瀬組）：山形啓将（1）
- 成瀬組横山の女：桜まゆみ（1）
- 中日 濱ノ地一家総裁（→中日侠道結社）→五代目難波組新道会濱ノ地一家総裁 佐久間清文：諏訪太朗（1）
- 中日 東瀛会会長（→中日侠道結社）→四代目難波組新道会東瀛会会長→五代目難波組新道会東瀛会会長 蛯原邦男：野口雅弘（1-6）
- 中日 東瀛会若頭 中森竜士：小手山雅（1・2・3）（※二役）
- 中日 東瀛会組員→新道会組員 池谷恭一（塚地二郎と兄弟分）：大山大介（1-）
- 三代目難波組組長 田崎剛：岡崎二朗（2）（※二役）
- 三代目難波組若頭 初代山地組組長 山地誠吉：森里一大（2）（※静止画出演）
- 三代目難波組若頭補佐→三代目難波組組長代行→鵠心会会長 廣田晴彦：横澤祐一（2-5）
- 三代目難波組若頭補佐→四代目難波組組長 郷田悠馬：小西博之（2）
- 三代目難波組若頭補佐→鵠心会井ノ元組組長→井ノ元組解散、引退→ 金融会社社長 井ノ元恒：ホリベン（2・3）
- 三代目難波組幹部 島木組組長→鵠心会島木組組長 島木太郎：清水ヨシト（2）（※二役）
- 鵠心会島木組若頭 藤原政康：高原知秀（2）（※複数役）
- 鵠心会 チバ（鵠心会理事長井ノ元の側近）：森羅万象（2）（※二役）
- 中日 愚連隊・土井健一家→土井健組組長→東瀛会土井健組組長→四代目難波組新道会東瀛会組員→五代目難波組新道会東瀛会組員→五代目難波組新道会若頭補佐→六代目難波組三代目新道会若頭 土井健太郎：西守正樹（3-5） / 中山峻（6-20）
- 中日 愚連隊・土井健一家→土井健組組員→東瀛会組員→五代目難波組新道会組員→裏新道会 丸幸之助：リ・コウジ（3-20）
- 中日 愚連隊・土井健一家→土井健組組員→東瀛会組員→五代目難波組新道会組員→裏新道会 伊奈繁：松﨑イワオ（3-20）
- 中日 愚連隊・土井健一家→土井健組組員→東瀛会組員 木村富安：梅谷又朗（3・4・5）
- 中日 東瀛会若頭補佐 村田厚：梅田雅弘（3・4・5）
- 土井健太郎の女房 キョウコ：木村夏子（3）
- 三代目難波組新道会武田組若頭補佐→裏新道会→五代目難波組新道会浜松支部長→六代目難波組幹部 三代目新道会会長→六代目難波組若頭補佐 三代目新道会会長 金田考次：高原知秀（3-20）（※複数役）
- 鵠心会本部長（元・三代目難波組系）→五代目難波組幹部 服部組組長 服部定好：野口寛（3-7）
- 鵠心会幹部（元・三代目難波組系）宿谷一生：中山一也（3・4）（※友情出演）
- 元・鵠心会井ノ元組若頭（元・三代目難波組系）→五代目難波組服部組若頭→五代目難波組幹部二代目服部組組長 野村龍平（宿谷の兄弟分）：城明男（3-10）
- 元・鵠心会井ノ元組若頭補佐（元・三代目難波組系）上原高好：崔哲浩（3・4・5）
- 四代目難波組幹部 郷田組組長→引退、建設会社経営 郷田辰夫：小沢和義（4・5・8・9）
- 四代目難波組郷田組 西泰右：石原和海（4・5・8）（※二役）
- 四代目難波組組長代行 初代椎名組組長→五代目難波組若頭 初代椎名組組長 椎名喬（四代目難波組舎弟頭）：下元史朗（4-11）
- 四代目難波組若頭 二代目山地組組長→五代目難波組組長 舛岡石成（四代目難波組元若頭補佐）：樋口隆則（4-10）
- サツキ（中日侠道結社東瀛会がケツ持ちのスナックのママ）：速水今日子（6）
- 中日侠道結社 勇進会会長→五代目難波組服部組勇進会会長 鶴田正玄：松田優（6・7）
- 中日侠道結社 勇進会若頭→五代目難波組服部組勇進会若頭 長谷部高雄：月登（6・7）
- 中日侠道結社 勇進会若頭補佐→五代目難波組服部組勇進会若頭補佐 植松研二：木庭博光（6・7）（※二役）
- 中日侠道結社 金平一家若頭 岩本長正：川原英之（6・7）（※二役）
- 中日侠道結社 金平一家→五代目難波組服部組勇進会幹部 有野延彦：岡田謙（6・7）（※二役）
- クラブの客（金平一家 山口太郎）：伊藤元昭（6）
- 浜松 天竜一家総長 八代清峰：高岡健二（7）
- 浜松 天竜一家若頭 田淵隆一朗：清水ヨシト（7）（※二役）
- 浜松 天竜一家若頭補佐→葛西組預かり 佐竹尚寛：羽村英（7・8）
- 浜松 天竜一家組員→新道会塚地二郎の舎弟 北村勇次郎：永栄正顕（7・8）
- 浜松 天竜一家組員 水野保：成瀬優和（7）
- ヨシコ（天竜一家水野の女）：倖田李梨（7）
- 姫路 葛西組組長 葛西範行：岡崎二朗（8）（※二役）
- 姫路 葛西組若頭→二代目葛西組組長 白石辰則：桑田昭彦（8・11）
- 姫路 葛西組若頭補佐 中谷晋平：軍司眞人（8）
- 松山 伊予組組長→六代目難波組新道会伊予組組長 坂東義将（近藤の兄弟分）：渡辺裕之（9-20）
- 五代目難波組若頭補佐 三代目山地組組長→六代目難波組本部長 三代目山地組組長 東虎鉄：吉田祐健（9-20）
- 五代目難波組初代椎名組若頭→五代目難波組若頭補佐二代目椎名組組長 財前清海：永澤俊矢（9・10・11）
- 会社経営（横浜）イシカワ仁→六代目難波組組長 田崎仁（三代目難波組組長田崎剛の実子）：松田一三（9-20）
- 横浜 鯨井組組長→六代目難波組鯨井組組長 緒川昭一：江原シュウ（9-20）
- 東京五等連合 車谷組組長 氏家太郎：影山英俊（9・10・11）
- 東京五等連合 四代目中林一家総長→六代目難波組幹部 四代目中林一家総長→六代目難波組若頭補佐 四代目中林一家総長 中林豪士：川本淳市（9-20）
- 東京五等連合 丸富会総裁 北条健一郎：加納竜（9・10・11）
- 東京五等連合 午朗会会長 神岡比佐志：吉沢眞人（9・10）
- 東京五等連合 愛狭会会長 末永寿也：坂田雅彦（9・10）
- 東京五等連合 愛狭会理事長 蓮見清志朗：江藤純（9・10）
- 東京五等連合 愛狭会組員 鈴木賢：天馬唯仁（9・10）（※二役）
- 東京五等連合 四代目中林一家組員 石原祐司：川﨑健太（10）
- 五代目難波組二代目服部組若頭 春山成大：蛯沢康仁（10）
- 東京五等連合 午朗会本部長 松山英夫：風見正（10）
- 三代目中林一家総長 中林勝士郎（四代目総長中林豪士の父親）：川地民夫（10・11）
- 東京五等連合 四代目中林一家組員 平井肇：山本淳平（10）
- 芳本博一（裏社会を牛耳る男）：森羅万象（11）（※二役）
- 警視庁刑事部長 清水寧：松本健司（11）
- 看護婦：廣田朋菜（11）
- 博多 玄海一家総長 大伴芳雄：薬師寺保栄（12・16）
- 大阪 芹澤組組員 沢田（元・財前組幹部）：宮本大誠（12・13）
- 大阪府警捜査四課 辰巳丈治：赤井英和（12・13）
- 大阪府警捜査四課 小栗宏：村内孝志（12・13）
- 大阪府警 婦警 長澤たまき：中田キャンディー（12・15）
- 大阪 芹澤組組員→裏新道会 原田：天馬唯仁（12・13・14・15・16・17）（※二役）
- 女医 菅原あずさ：三田真央（12・14・15・17）
- 飲み屋の社長：高野晃大（12）（※二役）
- 大阪 天満組組長 権藤勲：木村栄（13・14）
- 大阪 天満組若頭 佐々木省吾：原元太仁（13・14）
- 大阪 天満組舎弟頭 原田：岡田謙（13・14）（※二役）
- 大阪 天満組組員 山崎康之：小手山雅（13）（※二役）
- 大阪 天満組組員 三上俊治：北代高士（13・14）
- スナックのママ：速水今日子（13）
- 真知子：飛鳥凛（14）
- テレビ中継レポーター：松澤仁晶（14）
- 六代目芹澤組組員→裏新道会 高田：川崎健太（15・16・17）
- 商店街のおっちゃん：高野晃大（15）（※二役）
- 松山 伊予組若頭 野坂：中倉健太郎（15・16）
- 四国 玄友会会長 鳥羽昭雄：古井榮一（15・16）
- 四国 玄友会 藤木英二：河本タダオ（15・16）
- 四国 玄友会 片桐孝：中野裕斗（15・16）（※二役）
- 四国 玄友会組員 大津康雄：島津健太郎（15・16）
- 博多 玄海一家若頭 二代目大伴組組長→玄海一家総長 鹿内隆三：大沢樹生（15-19）
- ブラックジャーナリスト 上坂徹：森了蔵（15）
- 消費者金融TFJ 渉外部長 菅井晋太郎：佐藤裕（17）
- 鷲津企画代表 鷲津竜二（難波組中林の企業舎弟）：武智大介（17）
- 住職：真柴幸平（17）
- 六代目難波組山地組若頭補佐 石竜会会長 伊東貞夫：上西雄大（17）
- 六代目難波組山地組石竜会 長谷部俊哉：木庭博光（17）（※二役）
- 憂国義勇党代表 猪塚正美（玄海一家若頭鹿内の舎弟）：月登（17）（※二役）
- 弁護士 大貫淳二：草野康太（17）
- 横浜 錦城会理事長 菅原栄三：関根大学（17・20）
- 住井銀行福岡支店長 大山裕二：花田昇太朗（18）
- 博多 玄海一家若頭補佐 石川組組長 石川剛：大賀太郎（18・19）
- 博多 玄海一家姐 大伴トシエ（仲本兄弟の実姉）：吉行由実（18・19）
- 博多 玄海一家 二代目大伴組若頭 矢吹鉄雄：中野裕斗（18・19）（※二役）
- 博多 仲本組組長 仲本道夫：湯江タケユキ（18）
- 博多 仲本組若頭→二代目仲本組組長→六代目難波組三代目新道会二代目仲本組組長 小田英二：高杉亘（18・19）
- 博多 仲本組幹部 仲本恒夫（道夫の実弟）：福澤重文（18）
- 博多 仲本組組員→玄海一家相談役 佐藤源（仲本恒夫の舎弟）：塚本耕司（18・19）
- 旧・仲本組（小田派）室井秀樹：冨永竜（18・19）
- 旧・仲本組（小田派）西田亮：藤本タケ（18・19）
- 熊本刑務所に最近入ってきた受刑者・秋山方正（小田に因縁をつける）：贈人（18）
- テレビ福岡 専務 波多野和明：北出真也（18・19）
- 不動産ブローカー 片瀬：芹沢礼多（20）
- 女医 菅原彩：嘉門洋子（20）
- バーテンダー 佐川：浅見小四郎（20）
- 六代目難波組系組員 成井：前村友和（20）
- 横浜 錦城会系松下組組長 松下英雄：井田國彦（20）
- 横浜 錦城会松下組若頭 田島弘：栗田昌治（20）
- 横浜 錦城会会長 土倉竜邦：団時朗（20）

ナレーション
- 森羅万象

## スタッフ
- 監督：渋谷正一（1-5）港雄二（6-20）
- 製作：田辺清和（10-20）
- 営業統括：人見剛史（オールイン エンタテインメント）
- 企画：山本ほうゆう（1-5）HIDE（6-11）ワールドムービープロダクション（12-17）
- プロデューサー：小林壽夫・山本芳久・橘慎（1-5）天海武尊・山鹿孝起（6-11）天海武尊・小林壽夫（12-14）小林壽夫・山鹿孝起（15-17）河野博明（オールイン エンタテインメント）・服巻泰三（18-20）
- ラインP：塚田哲也（3-5）
- ポストプロダクションP：小川幸一（6-17）
- 脚本：松平章全・檜葉大・一縷希（1）松平章全・渋谷正一・檜葉大・一縷希（2）松平章全（3-11）港雄二（12-14）村田啓一郎（15-19）江面貴亮（20）
- 音楽：宇波拓（1・2）
- 撮影：岩松茂（1-7）小山田勝治（8）下元哲（9-14,18-20）田中一成（15-17）
- 照明：西表燈光（1・2）松井博（3-5）高田宝重（18-20）
- 録音：伊藤裕規（1・2）大塚学（3-5）池田知久（6-11）飴田秀彦（12-17）沼田和夫（18-20）
- 美術：藤原慎二（1・2）ザプルーダフィルム（3-5）ヤマビ！（15-17）我山孝（18-20）
- 編集：清野英樹・新妻宏昭（1・2）小川幸一（3-20）
- 音響効果：藤本淳（3-20）
- 制作担当：立花慎（1・2）大内裕（6-8）須永裕之（9-11）堀内蔵人（12-14）須永裕一（15-17）
- 助監督：篠崎周馬（1・2）岡元太（3-5）塚田俊也（6-8）冨永拓輝（9-11）ヤマピー（12-14）後藤ヨシチカ（15-17）山鹿孝起（18-20）
- 監督助手：伊藤英輔（1・2）市村優（3-5）村田剛志（6・7）→塚田俊也・村田剛志（14）半沢和樹（15-17）冨永拓輝（18-20）
- 効果：宇波拓（1・2）
- ラインプロデューサー：川上康弘→塚田哲也
- 美術制作：中谷鴨宏（8）
- 衣裳：森山久美（1・2）赤瀬菜穂（3-5）廣谷愛（6-17）丸山江里子（18-20）
- メイク：南葉千鶴（1・2）関東沙織（3-5）上田忍（6-17）大江一代（18-20）
- 技闘：玉寄兼一郎（18-20）
- 持道具：沖野円香（1・2）阿部有希（3-5）山脇理（6-8）松島まひる（9-11）坂野崇博（15-17）
- ガンエフェクト：浅生マサヒロ
- スチール：松山陽子（1・2）石川登栂子（3-5）田島宏（6-8）ヤマダヤスヒコ（9-17）ヤマタカ・大倉俊介（18-20）
- 制作進行：吉野舞子（1・2）貝原クリス亮（18-20）
- 車輌：高橋弘・一縷希（1・2）立花慎（3-5）高杉心悟（6・7）池田知久（12-20）
- EED：STUDIO MIC（18-20）
- MA：FUJIMOTO Stusio（18-20）
- 制作主任：篠崎周馬（3-5）江島進（6-8）
- エンディングテーマ「播州平野に黄砂が降る」詞・曲：カニコーセン　唄：AZUMI
- 制作協力：ソリッドフィーチャー・ムービーマジック（1-5）TAO Entertainment（12-14）力車フィルム（15-17）
- 制作：メディア・ワークス（1-5）ワールドムービープロダクション（6-17）ソリッドヒューチャー（18-20）
- 製作・発売元：アドバンス（1-5）制覇製作委員会（6-8）スターコーポレーション21（9-20）
- 販売元：オールイン エンタテインメント

## DVDリリース
制覇 全20巻（2015年7月25日 - 2019年3月25日）
| タイトル | ジャケットコピー                                 | 発売日         |
| -------- | ------------------------------------------------ | -------------- |
| 制覇     | 極道の生き様を見よ！                             | 2015年07月25日 |
| 制覇2    | 信じるものは我が兄弟                             | 2015年09月25日 |
| 制覇3    | 制覇への道、ここに始まる                         | 2015年11月25日 |
| 制覇4    | 極道社会の行く末を睨むその眼差し──               | 2016年02月25日 |
| 制覇5    | 手打ちより先に、復讐が先じゃろうが！！           | 2016年04月25日 |
| 制覇6    | 日本のヤクザ社会に風穴を開ける、極道戦争勃発！！ | 2016年07月25日 |
| 制覇7    | 男たちが描く極道の系譜                           | 2016年09月25日 |
| 制覇8    | 破滅──極道たちの鎮魂歌                           | 2016年11月25日 |
| 制覇9    | なし                                             | 2017年02月25日 |
| 制覇10   | なし                                             | 2017年04月25日 |
| 制覇11   | なし                                             | 2017年06月25日 |
| 制覇12   | 邪魔する奴は叩き潰す                             | 2017年08月25日 |
| 制覇13   | 火種はやがて、災いと成す                         | 2017年10月06日 |
| 制覇14   | 難波組、受難再び─                                | 2017年10月06日 |
| 制覇15   | 救いし外道は女神か─悪魔か─                       | 2018年02月25日 |
| 制覇16   | 抗争は一夜にして制す─                            | 2018年04月25日 |
| 制覇17   | 豪腕に迫る暗躍の包囲網─                          | 2018年06月25日 |
| 制覇18   | 九州抗争勃発─                                    | 2018年10月25日 |
| 制覇19   | ぶつかる侠と侠─                                  | 2018年12月25日 |
| 制覇20   | 武田信八よ、永遠に─                              | 2019年03月25日 |